# ترتسا
ترتسا (به اسپانیایی: Tortosa) یک شهرستان در اسپانیا است که در استان تاراگونا واقع شده‌است.

## خصوصیات
ترتسا ۲۱۸٫۴۵ کیلومترمربع مساحت و ۳۴٬۴۷۳ نفر جمعیت دارد و ۱۲ متر بالاتر از سطح دریا واقع شده‌است.